# Ps Talang Padang
Ps Talang Padang is een bestuurslaag in het regentschap Empat Lawang van de provincie Zuid-Sumatra, Indonesië. Ps Talang Padang telt 900 inwoners (volkstelling 2010).